# Bromobenzen
Bromobenzen (bromek fenylu) – organiczny związek chemiczny, bromowa pochodna benzenu. Ciecz o dużej gęstości, prawie nierozpuszczalna w wodzie, rozpuszczalna w etanolu, eterze i większości rozpuszczalników organicznych. Bromobenzen stosowany jest jako rozpuszczalnik oraz w syntezach organicznych. Otrzymywany przez bromowanie benzenu w obecności żelaza. Posiada przyjemny charakterystyczny zapach.
Oznaczony bromem-82 stosowany w badaniach procesów chemicznych i przepływów, z uwagi na stabilność chemiczną i termiczną.